# Dominique Papety
Dominique Papety (Marsiglia, 12 agosto 1815 – Marsiglia, 19 settembre 1849) è stato un pittore francese, neoclassico e romantico.

## Biografia
Dominique Papety, il cui nome completo era Dominique Louis Féréol Papety, vide la luce a Marsiglia, in rue Longue des Capucins, dove suo padre faceva il mestiere di saponaio, e imparò a disegnare con Augustin Aubert (1781-1857). Trasferitosi a Parigi, nel 1835 entrò nell'atelier di Léon Cogniet presso l'École des beaux-arts. 
Nel 1836, Papety vinse il primo Gran "Prix de Rome", con una tela dal soggetto biblico: "Mosè percuote la roccia per farne scaturire l'acqua".
Così il giovane Papety si recò a Villa Medici a Roma,  dove si trattenne dal 1837 al 1842. Rientrato a Parigi fu ben presto affascinato dalla pittura di Ingres e ne subì l'influenza. Ingres ammirò molto questo suo discepolo e disse di lui:

" Non fu mai un allievo, bensì un maestro, non appena prese in mano un pennello".
Papety conobbe inoltre François Sabatier, grande conoscitore e collezionista di antichità, del quale divenne amico e che accompagnò quello stesso anno in Grecia, fra l'aprile e l'agosto del 1846, dove visitò persino i ventitré monasteri del Monte Athos. Da questo viaggio ritornò con centinaia di disegni e di appunti, con i quali scrisse e pubblicò nei primi mesi del 1847 un "rapporto" intitolato "Les peintures byzantines et les couvents de l'Athos", che comparve sul periodico "Revue des deux Mondes". 

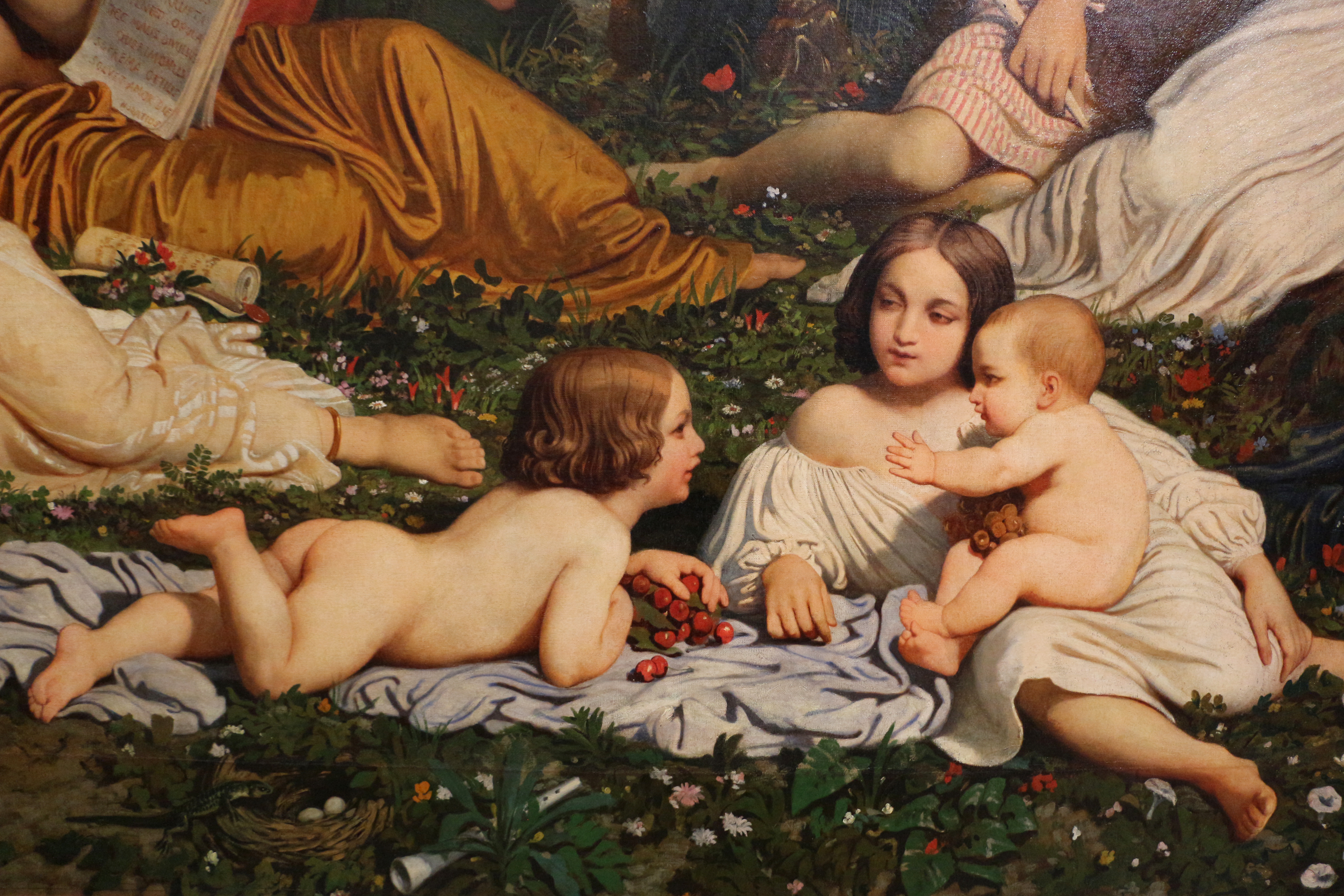
Sogno di felicità (particolare)

In quel periodo Papety era affascinato dalle teorie di Charles Fourier, e fu proprio sulla base tali idee che egli dipinse il suo quadro più celebre: Le Rêve du Bonheur (Il sogno della felicità), conservato oggi nel Museo Antoine-Vivenel di Compiègne.
Ma nell'agosto dello stesso anno tornò in Grecia, in seguito all'incoronazione del re Ottone I di Grecia. Come dal viaggio precedente Papety tornò carico di documentazioni che, fra le altre, gli servirono per le decorazioni del Pantheon di Parigi. Questa considerevole quantità di documenti, scritti e disegnati, che arricchivano la conoscenza dei costumi, dei paesaggi, dei monumenti e delle usanze locali con le annotazioni segnate ai margini dei disegni, fa di Papety un giornalista, un autentico etnologo e un documentarista dei siti archeologici. Non fu quindi per caso che, su proposta di Antoine d'Orléans, egli fu chiamato a rappresentare la corte e la famiglia reale in una scena che commemorava un avvenimento recente: la visita dei monumenti di Atene, compiuta dai reali il 12 settembre del 1845.
Ma in Morea egli aveva purtroppo contratto il colera. Rientrò a Marsiglia ormai molto ammalato, e durante un soggiorno in Camargue, gli accessi di febbre raddoppiarono. Era la fine: Papety tornò a casa e morì confortato dalla famiglia nel 1849. Aveva vissuto soltanto 34 anni. L'epidemia di colera, che devastava tutta la regione, impedì agli amici artisti di onorare le sue esequie con una imponente manifestazione.
Dopo la sua morte fu organizzata una vendita dei suoi lavori. Alla fine, migliaia delle sue opere andarono disperse.

## Opere
Lista incompleta delle opere presenti nelle collezioni pubbliche.

### Regno Unito e Stati Uniti d'America
- Londra, British Museum: disegni e incisioni
- Londra, Wallace Collection:
  - La Tentation de saint Hilarion, olio su legno[4].
  - Pêcheur napolitain, olio su legno.
  - Paysanne italienne, olio su legno.
  - Paysanne française, olio su legno.
- New York, Metropolitan Museum of Art : Pèlerin italien, pietra nera e acquarello[5]

### Francia
- Compiègne, Museo Antoine-Vivenel:
  - Galatée, Amphitrite, olio su legno,[6].
  - Portrait d'Antoine Vivenel, olio su tela[7].
  - Symbole d'amour, olio su legno,[8].
  - Un Rêve de bonheur, olio su tela,[9].
- Digione, Museo Magnin: Tête de jeune femme, olio su tela,[10]
- Marsiglia, Abbazia di San Vittore: Saint Joseph et l'Enfant Jésus, collocato nel transetto destro[11].
- Marsiglia, Chiesa di Notre-Dame-du-Mont: Le Sacré-Cœur, Classificato Monumento Storico[12]
- Marseille, Musée des beaux-arts de Marseille:
  - Moïse sauvé des eaux, matita nera, lapis grigio[13]
  - Le Passé, le Présent, l'Avenir, olio su tela[14]
  - Portrait de Madame Pastré, olio su tela[15]
  - Types italiens, olio su tela[16]
  - Mercure, olio su tela[17]
  - Consolatrix afflictorum, olio su tela[18]
- Marsiglia, Museo Grobet-Labadié:
  - Portrait d'homme, 1834, matita nera e acquarello[19]
  - Trois femmes voilées, 1835, penna e inchiostro bruno[20]
- Montauban, Museo Ingres: Portrait d'Hippolyte Flandrin, olio su tela[21]
- Montpellier, Museo Fabre :
  - Donna Anna, c.1849, matita nera, mina di piombo e gesso bianco[22]
  - Saint Cyprien et sainte Justine, c.1837, mina di piombo e acquarello[23]
  - Thétis pleurant Achille, c.1849, penna e inchiostro nero[24]
- Nantes, Museo di belle arti: Prière à la Madone, olio su tela[25]
- Orléans, Museo di belle arti: Le Frappement du Rocher, 1836, olio su tela, copia ridotta del quadro eseguito per l'École des beaux-arts
- Parigi, École des beaux-arts : Le Frappement du rocher, olio su tela[26].
- Parigi, Dipartimento di Arti grafiche del Museo del Louvre:
  - Coupole de l'église de Saint-Luc-en-Phocide, c.1846-1847, mina di piombo, acquarello e tempera[27]
  - Façade du Parthénon, c.1847, mina di piombo, acquarello e tempera[28]
  - Cinq études de costumes grecques féminins, c.1846-1847, mina di piombo e acquarello[29]
  - Delphes les roches Phaedriades, c.1846-1847, acquarello, carboncino e tempera[30]
  - Démétrius Kinopoulos, moine d'Aghios Luca, c.1846-1847, mina di piombo e acquarello[31]
  - Femme de Procida assise, mina di piombo e acquarello[32]
  - Femmes à la fontaine, olio su tela.[33].
- Parigi, Louvre: Femmes grecques à la fontaine, olio su tela[34]
- Pantheon di Parigi
- Versailles, Museo dell'l'Histoire de France:
  - Jeanne d'Arc présentée à Charles VII, février 1429, olio su tela[35]
  - Guillaume de Clermont défendant Ptolémaïs, 1291, olio su tela[36]
  - Jean Koletti, olio su tela[37]

## Galleria d'immagini

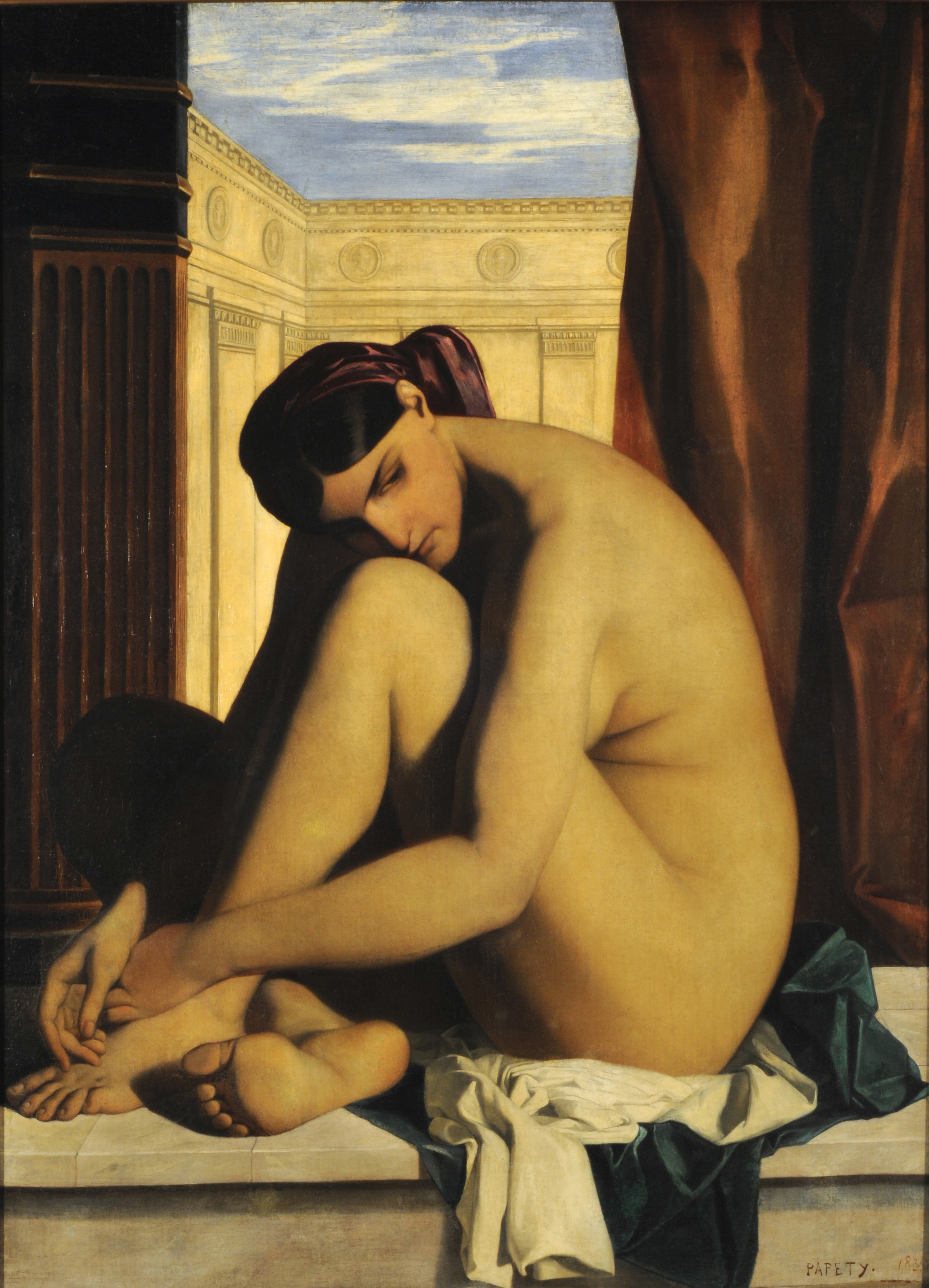
Nel bagno
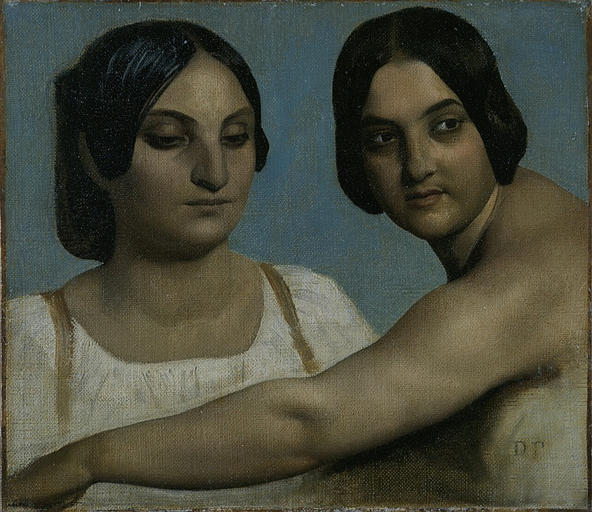
Due donne italiane
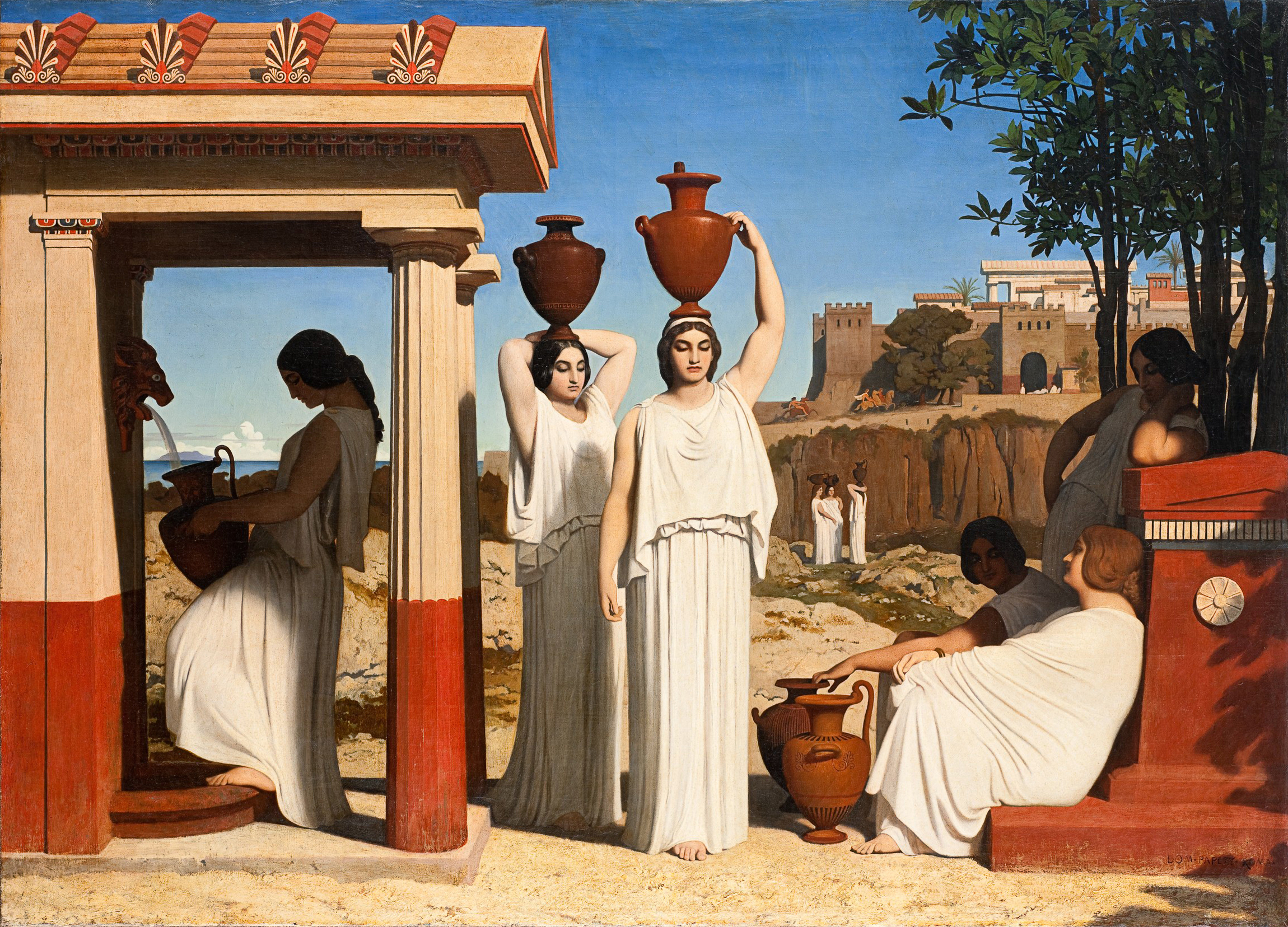
Donne alla fontana - Montpellier, Museo Fabre.
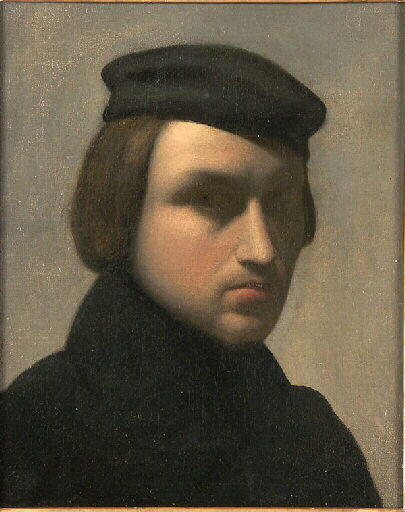
Ritratto di Hippolyte Flandrin
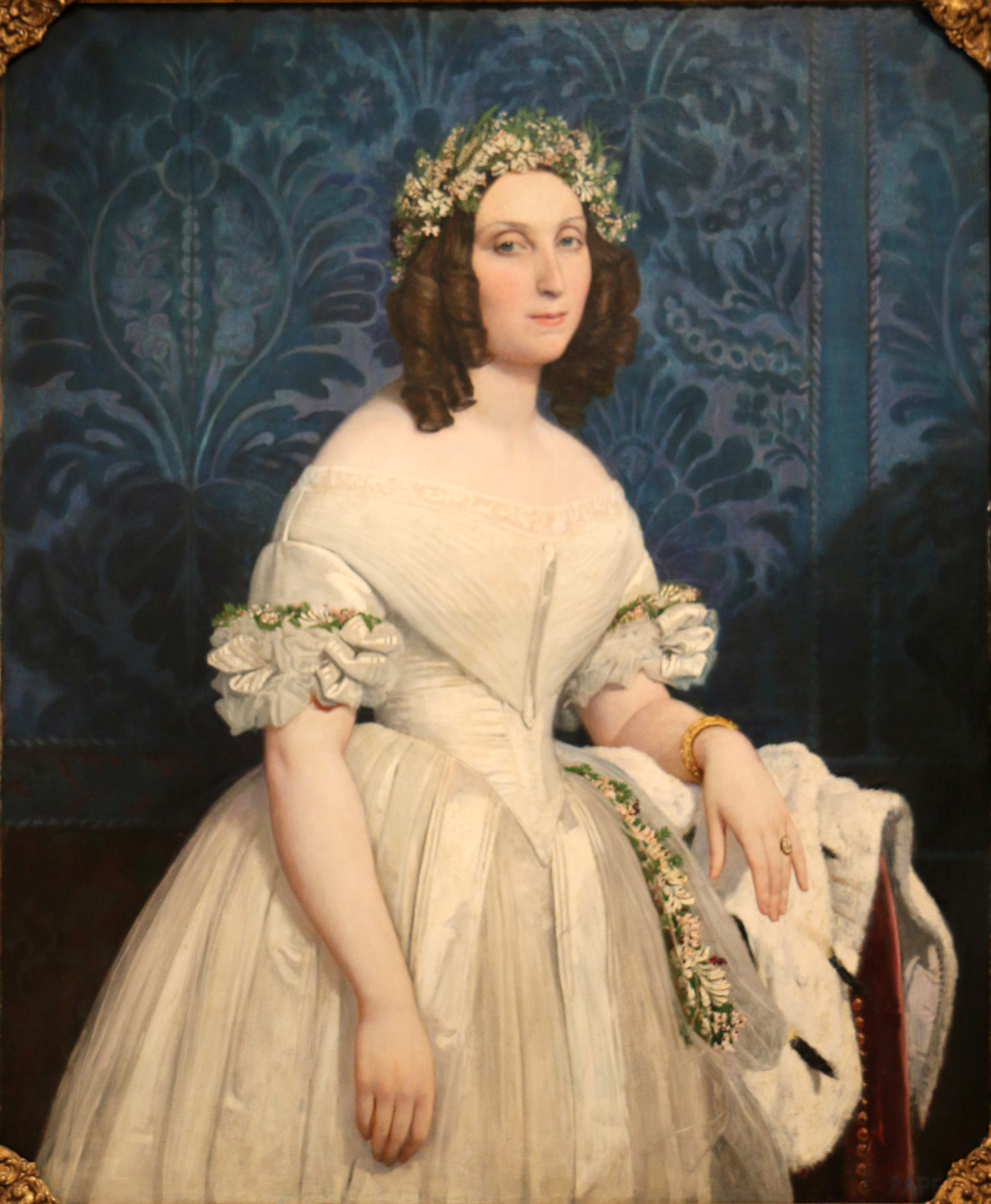
Maria Luisa Charles-Roux

## Mostre e Premi
- 1843,"Salon" di Parigi
- 1946, Atene, Scuola francese, Centenario dell'École.
- 1948, Marsiglia, Museo Cantini, "Pitture e Disegni dal 1840 al 1940"
- Gran Prix de Rome in pittura del 1836.

## Critica
Charles Baudelaire scrisse di lui:

«Papety era molto promettente, si dice. Il suo ritorno dall'Italia fu preceduto da elogi quantomeno imprudenti. In una tela enorme, che mostra fin troppo chiaramente le recenti usanze dell'Accademia di pittura, Monsieur Papety aveva tuttavia trovato delle pose felici e qualche motivo di composizione; e malgrado i suoi colori scialbi, vi era da sperare per questo autore un avvenire serio. Da allora egli è rimasto nel livello secondario delle persone che dipingono bene e hanno dei bozzetti pieni di idee pronte all'uso. Il colore dei suoi quadri ("Memphis" - "Un assaut") è comune. Peraltro essi hanno un aspetto del tutto diverso, il che induce a credere che Monsieur Papety non abbia ancora trovato il suo modo di esprimersi.».

## Omaggi
Una strada reca il suo nome nel 7º arrondissement di Marsiglia. La "rue Papety" parte dal viale Louis Pasteur, presso il Palazzo del Faro, e scende fino alla spiaggia "Les Catalans"

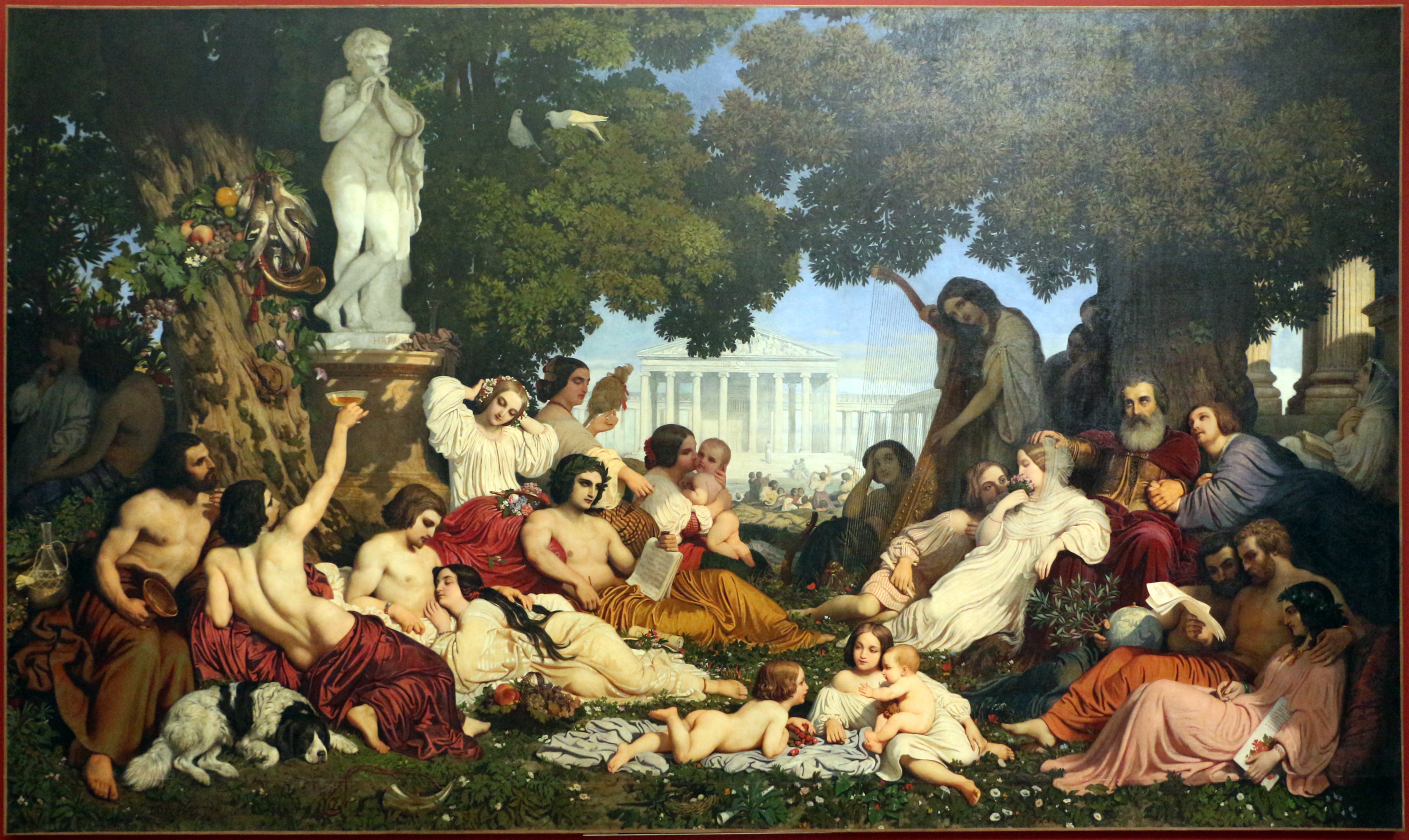
Sogno di felicità, 1843.